# Durif
Pour les articles homonymes, voir Durif (homonymie).
Le durif N est un cépage de cuve noir originaire du Dauphiné.

## Origine
Avant les ravages du phylloxéra, en 1877, et du mildiou, en 1910, les viticulteurs de cette région française avaient pu sélectionner deux nouveaux cépages, celui-ci et l'étraire de l'Aduï. Ils avaient été le produit de la proximité des hautains, sur lesquels étaient conduites leurs vignes et des vignes poussant à l'orée des forêts.
Des analyses ADN ont montré que le durif est un croisement spontané des cépages peloursin et syrah.
Il doit son nom au docteur Durif, qui l'a diffusé vers 1880 pour sa résistance au mildiou en dépit de son important rendement (12,5 à 20 t/ha). Il se répandit dans l'Aveyron, l'Ariège et le Tarn. Le seul clone français agréé actuellement provient d'une vieille parcelle du vignoble gaillacois.

## Phénologie et aptitudes culturales

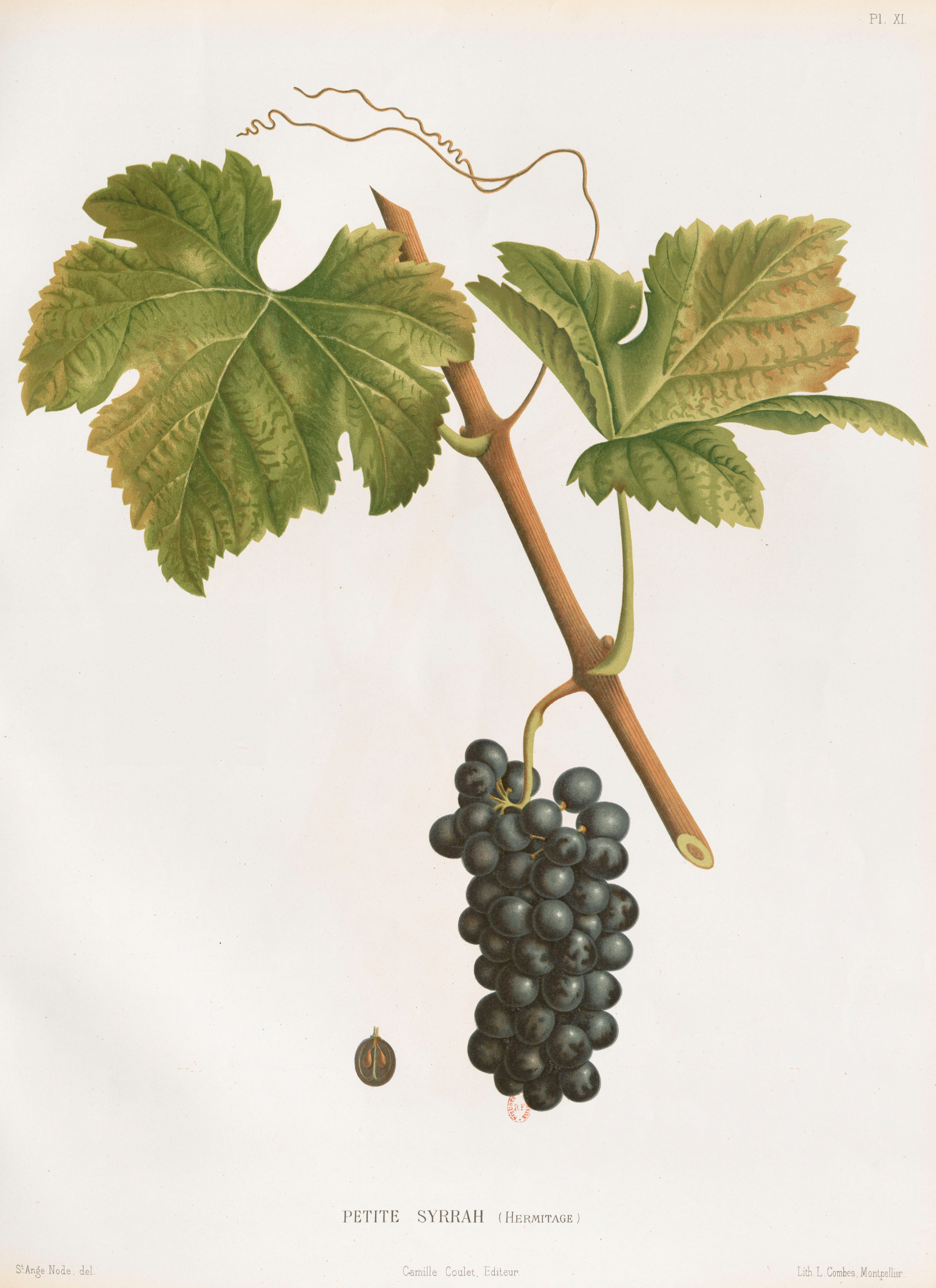
Lithographie de Petite Syrah (synonyme).

Le durif est un cépage de deuxième époque, sa maturité intervient deux semaines et demie à trois semaines après le chasselas. Il est peu à moyennement vigoureux mais assez fertile et peut être taillé court. Les grappes sont de taille moyenne et ses petites baies sont sensibles à l'échaudage et au flétrissement.
Le durif est sensible aux gelées d'hiver, aux maladies du bois, à la pourriture grise et au black rot mais résiste au mildiou.

## Répartition
Appelé petite syrah ou petite sirah en Californie, il est aussi connu sous ce nom en Australie, en Nouvelle-Zélande ou en Afrique du Sud.
Pratiquement disparu de France où il est passé de 530 hectares en 1958 à moins d'un ha en 2006, il s'est en revanche étendu en Californie où, en 1990, il s'étendait sur 241 ha, notamment dans le comté de Monterey et la vallée de San Joaquin. Il y est parfois utilisé en assemblages, mais surtout en mono-cépages.
Il est également cultivé en Israël et, de façon plus anecdotique, en Australie, dans le nord-est de l'État de Victoria.

## Caractéristiques des vins
En monocépage, le vin de durif est caractérisé par des arômes poivrés, une couleur intense et une belle richesse tannique. Bien que peu fruité, ses arômes évoquent le cassis ou la groseille.
Cette richesse tannique vient d'un taux élevé en polyphénols. D'après les analyses de J. Kanner et al., son taux de polyphénols atteindrait 320 mg/100 ml, comparé au 180 mg/100 ml du Cabernet Sauvignon ou du 24 mg/100 ml du Chardonnay.

## Synonymes
Le durif est également connu sous les noms de bas plant, dure, duret, dureza, duriff, dyurif, gros noir, Kek Durif, nérin, pareux noir, petit duret, petite serine, petite sirah, petite syrah, pinot de l'Ermitage, pinot de Romans, plant durif, plant fourchu, serine, serine des Mauves, sirane fourchue, sirane de Tain et syrah forchue.